# エルデーディ四重奏曲
エルデーディ四重奏曲 作品76は、フランツ・ヨーゼフ・ハイドンが1797年に作曲し、1799年に出版した全6曲からなる弦楽四重奏曲集であり、ヨーゼフ・エルデーディ伯爵の依頼で作られ、同伯爵に献呈されたためにこの名前で呼ばれている。
この作品集は、ハイドンの弦楽四重奏曲のなかでも最もよく演奏される作品のひとつであり、全6曲中4曲に愛称（『五度』、『皇帝』、『日の出』、『ラルゴ』）がある。

## 作曲の背景
この曲集は、ハイドンが1791から92年と、1794から95年の2度にわたるイギリス旅行からウィーンに帰ってから最初に書かれた主要な作品である。当時ハイドンは64歳となっており、すでに作曲家として揺るぎない評価を得ていたが、まだまだ創作意欲に溢れており、この作品76の6曲の弦楽四重奏曲を世に出すことになる。そしてさらに高度な書法で書かれたこの6つの四重奏曲は、直前に書かれた作品71と作品74の計6曲の弦楽四重奏曲（それぞれ『第1アポーニー四重奏曲』『第2アポーニー四重奏曲』と呼ばれている）を上回る評価を得て、当時の作曲家たちに多大な影響を与えることになる。

## エルデーディ四重奏曲の各曲
（）内は偽作（作品7）や編曲作品を除いた番号。
1. 弦楽四重奏曲第75番（第60番） ト長調 作品76-1, Hob.III:75
2. 弦楽四重奏曲第76番（第61番） ニ短調 作品76-2, Hob.III:76『五度』
『五度』という呼び名は、冒頭の五度下降動機にもとづいている。
3. 弦楽四重奏曲第77番（第62番） ハ長調 作品76-3, Hob.III:77『皇帝』
『皇帝』という呼び名は、第2楽章の主題がハイドン作曲のオーストリア国歌（現ドイツ国歌）「神よ、皇帝を護り給え」から取られていることに由来する。
4. 弦楽四重奏曲第78番（第63番） 変ロ長調 作品76-4, Hob.III:78『日の出』
『日の出』という呼び名は、冒頭の緩やかに上昇する第1主題が日の出をイメージさせるということから来ている。
5. 弦楽四重奏曲第79番（第64番） ニ長調 作品76-5, Hob.III:79『ラルゴ』
『ラルゴ』という呼び名は、第2楽章のラルゴが美しく印象的であることから来ている。
6. 弦楽四重奏曲第80番（第65番） 変ホ長調 作品76-6, Hob.III:80

## 関連記事
- ハイドンの弦楽四重奏曲一覧